# Isla Seal (Anguila)
La isla Seal (en inglés: Seal Island) es un islote frente a la costa noroeste de Anguila. Está separada de la misma por arrecifes de coral, y el propio sistema de arrecifes está designado como parque marino. En los arrecifes se encuentran numerosas especies de vida marina, entre las que se incluyen especies de tortugas, peces de arrecife y Panulirus guttatus, que a menudo se pescan. El arrecife ha recibido algunos daños debido a factores como el impacto de la pesca, aunque la isla en sí todavía atrae turistas debido a su ubicación para practicar esnórquel y buceo.

## Geografía y estatus
La isla Seal es un islote de Anguila frente a su costa noroeste. Alrededor de ocho kilómetros de arrecife separan la isla Seal de la isla principal. Junto con los cayos Dog, Scrub, Little Scrub, Prickly Pear y los islotes Sombrero, la isla Seal está ubicada en el inundado banco Anguilla y está casi inundada. Descrita como con «forma de anguila», se encuentra a dos kilómetros al este de Prickly Pear y se encuentra en el centro del parque marino Seal Island Reef System. La isla en sí tiene escasa vegetación.
Junto con los Cayos Prickly Pear, los arrecifes de la isla Seal fueron designados como parque marino por el Departamento de Pesca y Recursos Marinos. El arrecife se ha degradado durante varias décadas debido a los daños causados por huracanes, la pesca y las enfermedades de los corales. Debido a esto, se han establecido restricciones al anclaje y la pesca submarina.

## Fauna
En el arrecife de Prickly Pear y la isla Seal se pueden encontrar especies como las tortugas marinas en peligro de extinción, entre las que se incluyen la tortuga carey y la tortuga verde. Panulirus guttatus también se puede encontrar en el sistema de arrecifes de la isla Seal, donde a menudo se pesca. El arrecife en sí alberga corales duros y blandos, con múltiples tipos de peces de arrecife.

## Turismo
La isla es un destino popular para buceadores y practicantes de esnórquel debido a que se encuentra en el parque marino Seal Island Reef System. Aunque es un destino popular, la isla en sí es de difícil acceso debido al arrecife que se extiende desde la isla hasta la isla Anguila principal.

### Citas
1. 1 2  «Anguilla». UK Overseas Territories Conservation Forum. Archivado desde el original el 25 de abril de 2025. Consultado el 18 de junio de 2025.
2. 1 2 3  Allen, 2017, p. 36.
3. ↑  Ardus y Champ, 1990, p. 28.
4. ↑  Buckmire, 2024, p. 4.
5. 1 2  Department of Fisheries and Marine Resources, 2017, p. 29.
6. ↑  Van Berkmoes, 2008, p. 422.
7. ↑  Department of Fisheries and Marine Resources, 2017, p. 28.
8. ↑  Strauss, Rebecca (4 de abril de 2014). «10 Reasons To Dive Anguilla». Professional Association of Diving Instructors. Archivado desde el original el 18 de junio de 2025. Consultado el 18 de junio de 2025.
9. ↑  Fleming, Liz (4 de diciembre de 2010). «Roots, rock and reggae in Anguilla». The Toronto Star. Consultado el 18 de junio de 2025.